# Jikū Tenshō Nazca
Jikū Tenshō Nazca (時空転抄ナスカ?) o simplemente Nazca es un anime japonés que trata de la vida de unas personas japonesas normales y de cómo sus vidas cambian al enterarse de que todos ellos son la reencarnación de antiguos guerreros incas de la época final del Imperio inca. 
Dirigido por Tokita Hiroko para la compañía Geneon Entertainment de Estados Unidos se comenzó a transmitir en Japón el 6 de abril de 1998 y duró 12 capítulos, siendo el último emitido el 29 de julio de ese mismo año.

## Historia
Miura Kyoji es un estudiante de kendō que viajará hasta Perú, para tratar de descubrir los misterios que envuelven la desaparición de su maestro Tate Mazanari luego de que este asesinara a un oponente en un torneo de kendo. Este viaje lo realizará junto con Yuka Kiritake (la novia de Tate), 
Ambos visitarán Machu Picchu, pero una extraña nave los llevará hasta las Líneas de Nazca, en plena costa peruana. Es allí donde encuentran a Tate, que les revelará la interrogante de qué está haciendo en Perú.
Tate es la reencarnación del guerrero Yawaru (general leal a Huáscar, uno de los dos hermanos que peleaban por el control del Imperio a la llegada de los españoles), la verdadera identidad de Kyoji es del guerrero Bilka (general bajo el mando de Atahualpa, el otro hermano) y enemigo mortal de Yawaru, mientras que Yuka es Akulia (sacerdotisa solar). 
Es así, como todos (incluidos otros personajes que se quedaron en Japón y que también son reencarnaciones de personalidades del antiguo Imperio Inca) se ven envueltos en la misma guerra que llevó a la destrucción y muerte de la antigua civilización precolombina.
Las Líneas de Nazca teletransportan a Kyoji y Yuka hasta Japón, desde donde deberán luchar contra Tate/Yawaru que busca destruir a toda la humanidad con el Iriya Tesse (Espada de Dios) y Kyoji/Bilka tendrá que impedirlo nuevamente.
Para esto, él mantendrá una lucha constante contra su maestro, dejando a Yuka en Perú, en las ruinas en donde ella se dedica a investigar el secreto del poder que la tierra guarda, con el que su maestro de Kyoji intentará acabar con la existencia de lo que él piensa que no beneficia a la humanidad.

## Personajes
- Kyoji Miura (Bilka)

Seiyuu: Ken'ichi Suzumura
Es la reencarnación del guerrero Bilka. Admira a su maestro Tate y le estima como un hermano mayor.
- Masanari Tate (Yawaru)

Seiyuu: Takehito Koyasu
Es la reencarnación del guerrero Yawaru. Es el maestro de kendo de Kyoji. Quiere despertar a los antiguos espíritus para crear su mundo ideal, y para lograrlo, debe despertar el poder de Iriya Tesse. Yawaru servía a Atahualpa, quien le llamaba, junto al guerrero Jigumi, los guerreros inmortales del Sol y la Luna.
- Yuka Kiritake

Seiyuu: Megumi Hayashibara
Es una periodista y también es la prometida de Tate. Era la antigua sacerdotisa de Tahuantinsuyo, Aquira, quien también era la prometida de Yawaru.
- Hiroshi Daimon

Seiyuu: Takehiro Murozono
Es un amigo muy cercano de Kyoji y asiste al mismo instituto que él. También es la reencarnación de un antiguo sacerdote de Tahuantinsuyo, Orehon, quien era camarada de Yawaru y fue el mejor amigo de Bilka. Orehon estaba predestinado desde su nacimiento a ser el jefe del palacio de Cuzco.
- Takuma Dan

Seiyuu: Takehiro Murozono
Es un sempai del instituto de Kyoji. Le gusta hacer montañismo. Kyijo quiso convencerlo para que entrara al club de kendo. Dan es en realidad la reencarnación del guerrero Kamaros, a quien Yawaru desea reclutar para luchar del lado de Huáscar. 
- Shinri Shiogami

Seiyuu: Akio Suyama
Conocido como el "Dios de la Muerte" (Shinigami). Es otro practicante de Kendo que se une al dojo del Maestro Tate antes de que lo demolieran, convirtiéndose en hermano de armas de Kyoji. Él es la reencarnación del guerrero Jigumi.
- Keita Seino

Seiyuu: Daisuke Sakaguchi
Es un compañero de Dan, y es la reencarnación del sacerdote Amaro.
- Tatsuko Yanagihara

Seiyuu: Aika Mizuno
Es una chica muy callada que siempre está a lado de Shiogami. Más tarde se revela que ellos dos son medios hermanos. Tatsuko también es un espírito reencarnado, Elela.
- Atahualpa

Seiyuu: Showtaro Morikubo
Fue el legítimo emperador para suceder el trono de Tahuantinsuyo.
- Huáscar

Seiyuu: Toshiyuki Morikawa
- Auros

Seiyuu: Ryūzaburō Ōtomo
Era un gran sacerdote de Tahuantinsuyo y el padre del sacerdote Orehon.
Otros personajes: 
- Yukinojo Miura

Seiyuu: Takeshi Aono
El abuejo de Kyoji.
- Miyuki Miura

Seiyuu: Sayuri Yoshida
La hermana menor de Kyoji.
- Rena Asakawa

Seiyuu: Chinami Nishimura
Es una compañera de clases de Kyoji y su amiga de la infancia.
Extras:
Juez de Kendo
Seiyuu: Jun Shiichi
Presentador del episodio 1
Seiyuu: Nobuyuki Hiyama
Estudiante femenino del episodio 1
Seiyuu: Chiharu Tezuka
Estudiante masculino del episodio 1
Seiyuu: Toshikatsu Isaki

## Episodios
1. Despertar
2. Encuentro
3. La llamada de los hombres espíritu (Actividad)
4. Lágrimas
5. Irra Tezze
6. ¡Batalla decisiva!
7. Memoria de cada uno
8. La tierra de promisión
9. Luz y oscuridad
10. Mi profesor
11. Punto más suerte
12. ¡Mañana!

## Banda sonora
Opening
- "The Well Tempered Claviere Fugue (in G menor)"

Interpretado por: Eccentric Opera

## Errores históricos
- Las Líneas de Nazca no fueron construidas durante el período Inca, sino durante la etapa de la civilización Nazca.
- El Ylia Tesse representan al cuchillo ceremonial conocido como Tumi, pero este fue trabajado por la Cultura Lambayeque y Cultura chimú. Asimismo, el cuchillo Tumi es pronunciado como Tium.
- Las vestimentas, idioma y algunos términos son cronológicamente correctos; sin embargo, la arquitectura y hasta la presencia de caballos en el Imperio Incaico son completamente anacronicos por no decir inconsistentes con el territorio americano.

## Curiosidades
- En la serie norteamericana Malcolm in the Middle aparecen dos fragmentos del anime como parte de la intro.
- La canción final, Condor wa Tonde Iku, es una versión japonesa ligeramente modificada de El Cóndor Pasa.